# Thomas Joseph Carr
Thomas Joseph Carr (ur. 10 maja 1839 w Moylough, zm. 6 maja 1917 w Melbourne) – irlandzki duchowny rzymskokatolicki, biskup diecezjalny Galway-Kilmacduagh w latach 1883–1886, arcybiskup metropolita Melbourne w latach 1887–1917, biskup polowy Australii w latach 1912–1917.

## Życiorys
Pochodził z rodziny zamożnych rolników. W wieku 15 lat wstąpił do niższego seminarium duchownego. 22 maja 1866 przyjął święcenia prezbiteratu jako kapłan archidiecezji Tuam. 12 czerwca 1883 papież Leon XIII mianował go biskupem diecezjalnym Galway-Kilmacduagh. Sakrę otrzymał 26 sierpnia tego samego roku, głównym konsekratorem był arcybiskup metropolita Tuam John MacEvilly. 16 listopada 1886 został skierowany do posługi w Australii, gdzie 11 czerwca 1887 odbył ingres do archikatedry w Melbourne. W latach 1912–1917 łączył stanowisko arcybiskupa Melbourne z funkcją pierwszego w historii katolickiego biskupa polowego Australii. Od 1912 w zarządzie archidiecezją pomagał mu mianowany arcybiskupem koadiutorem Daniel Mannix, któremu Carr przekazał większość obowiązków administracyjnych, samemu przechodząc bardziej na pozycję autorytetu religijnego i moralnego. Od 1916 walczył z chorobą nowotworową. Zmarł 6 maja 1917 roku, na cztery dni przed swoimi 78. urodzinami. Został pochowany w archikatedrze św. Patryka w Melbourne.